# 志村志保子
志村 志保子（しむら しほこ、1970年2月26日 - ）は、日本の漫画家。千葉県出身。
1993年、23歳のときに「カンカンカン」（ぶ〜けデラックス夏の号）でデビュー。

## 作品リスト
- ミシンとナイフ（1996年、マーガレットコミックス（集英社）。ISBN 4-08-848597-1）
  - ガーデン（1994年、ぶ〜けデラックス春の号掲載）
  - 即興動物園（1995年、ぶ〜けデラックス春の号掲載）
  - ミシンとナイフ（1996年、ぶ〜け5月号掲載）
  - 猫ノ夜ノ夏ノ（1996年、ぶ〜けデラックスAFTER SUMMER増刊号掲載）
- ブザー、シグナル、ゴーホーム（2000年、マーガレットコミックス（集英社）。ISBN 4-08-847314-0）
  - 星ばかり見ていた（1997年、ぶ〜けデラックスSPRING増刊号掲載）
  - ランゲルハンス島まで（1998年、ぶ〜けデラックスEARLY SUMMER増刊号掲載）
  - ブザー、シグナル、ゴーホーム（1999年、ぶ〜けデラックスWINTER増刊号掲載）
  - テロリストにキス（2000年、ぶ〜け3月号掲載）
- 女の子の食卓（2005年-2012年、Cookie連載、りぼんマスコットコミックスクッキー（集英社）。全8巻）
  - バス停（1巻収録。2003年、クッキーボックス初夏号掲載）
  - 犬（2巻収録。2001年、クッキーボックスぎっしり春号掲載）
  - この庭で宝石（3巻収録。2003年、ヤングユーカラーズNo.1掲載）
  - カンナヅキ（4巻収録。2007年、Cookie11月号掲載）
  - はじめての猫（4巻収録。2008年、クッキーボックス春号掲載）
- 林檎の木を植える（2012年-2013年、Cookie連載、マーガレットコミックス、全1巻）
- 名づけそむ（2014年 - 2016年、FEEL YOUNG連載、FEEL COMICS、全1巻）
- はじめての猫（2014年 - 2018年、ぷら＠ほ～む → ねこねこ横丁連載、集英社ホームコミックス、全2巻）
- ごちそうは黄昏の帰り道（2015年-2016年、Cookie連載、マーガレットコミックス、全2巻）